# Langur de Robinson
El langur de Robinson (Presbytis robinsoni) és una espècie de primat de la família dels cercopitècids. Anteriorment era considerat una subespècie del langur llistat (P. femoralis), del qual fou separat basant-se en dades genètiques. Viu al nord de la península de Malaca, incloent-hi el sud de Myanmar i Tailàndia. La Unió Internacional per a la Conservació de la Natura (UICN) el classifica com a espècie gairebé amenaçada.